# (185567) 2008 AQ59
(185567) 2008 AQ59 es un asteroide perteneciente al cinturón de asteroides descubierto el 11 de enero de 2008 por el equipo del Spacewatch desde el Observatorio Nacional de Kitt Peak, Arizona, Estados Unidos.

## Designación y nombre
Designado provisionalmente como 2008 AQ59.

## Características orbitales
2008 AQ59 está situado a una distancia media del Sol de 2,386 ua, pudiendo alejarse hasta 2,644 ua y acercarse hasta 2,128 ua. Su excentricidad es 0,108 y la inclinación orbital 2,305 grados. Emplea 1346,14 días en completar una órbita alrededor del Sol.

## Características físicas
La magnitud absoluta de 2008 AQ59 es 17,79. 